# فیل بلوس
فیل بلوس (انگلیسی: Phil Bloss؛ زادهٔ ۱۶ ژانویهٔ ۱۹۵۳) بازیکن فوتبال اهل بریتانیا است.
از باشگاه‌هایی که در آن بازی کرده‌است می‌توان به باشگاه فوتبال کولچستر یونایتد و باشگاه فوتبال ویمبلدون اشاره کرد.